# Pedro de Arbués
Pedro de Arbués, C.R.S.A., (c. 1441–1485), foi um oficial da Inquisição Espanhola assassinado na Catedral do Salvador (La Seo) de Saragoça, em 1485, num suposto complô perpetrado por conversos e judeus. Rapidamente passou a ser venerado como santo por aclamação popular e sua morte em muito ajudou a Inquisição e o inquisidor-geral Tomás de Torquemada em sua campanha contra a heresia e o criptojudaísmo. Foi oficialmente canonizado em 1867.

## Biografia
Nascido na região de Saragoça, era filho de Antonio de Arbués, um nobre, e Sancia Ruiz. Estudou filosofia, provavelmente em Huesca, mas seguiu depois para Bolonha numa bolsa para o Collegio di Spagna, que era parte da Universidade de Bolonha. Obteve seu doutorado em 1473 enquanto lecionava filosofia moral. Ao retornar para a Espanha, tornou-se membro do capítulo catedrático dos cônegos regrantes em La Seo, onde proferiu seus votos solenes em 1474.
Durante o reinado dos Reis Católicos, obteve do papa Sisto IV uma bula para fundar no reino um tribunal para caçar heréticos. Judeus que haviam recebido o batismo eram conhecidos como "conversos" e alguns continuavam a praticar o judaísmo em segredo (cripto-judeus). Torquemada, em 1483, foi nomeado "Grande Inquisidor" para Castela e nomeou Arbués inquisidor-provincial para o Reino de Aragão no ano seguinte.
O Tribunal do Santo Ofício foi recebido no reino com oposição não apenas dos conversos, mas também de outros setores da população aragonesa, que via no seu estabelecimento uma ameaça aos seus direitos (os aforamentos).
Em 14 de setembro de 1485, Arbués foi atacado na catedral enquanto rezava, mesmo estando paramentado com um elmo e uma cota de malha. Aparentemente, algumas das mais poderosas famílias de judeus convertidos — as famílias Sánchez, Montesa, Paternoy e Santángel — se consideravam vítimas preferenciais da Inquisição e acabaram implicadas no assassinato. Juan de la Abadia, cujo pai havia sido condenado e sua irmã, executada, foi identificado como um dos assassinos. Uma tentativa anterior de invadir o quarto de Arbués já havia sido frustrada, mas os assassinos conseguiram seu intento desta vez: dois dias depois do ataque, Arbués morreu em consequência dos ferimentos.
Como consequência, um movimento antijudaico irrompeu na cidade: "nove foram finalmente executados e mais dois se suicidaram, treze foram queimados na estaca e outros quatro foram punidos por cumplicidade" segundo o relato do historiador Jerónimo Zurita y Castro.[carece de fontes?]

## Veneração
Honrado como mártir, os restos de Arbués estão depositados numa capela especialmente dedicada à sua memória. Sua canonização pelo papa Pio IX, em 1867, incitou protestos não apenas da comunidade judaica, mas também entre os católicos. Ainda hoje o ato gera controvérsias. Em 2001, Garry Wills, questionando a motivação de Pio IX, escreveu: "Em 1867, ele canonizou Pedro de Arbués, um inquisidor do século XV famoso por suas conversões forçadas de judeus e afirmou no documento de canonização: 'A divina sabedoria providenciou que, naqueles tristes dias, nos quais os judeus ajudavam os inimigos da igreja com seus livros e dinheiro, este decreto de santidade se realizasse".